# Herz-Jesu-Basilika (Bogotá)

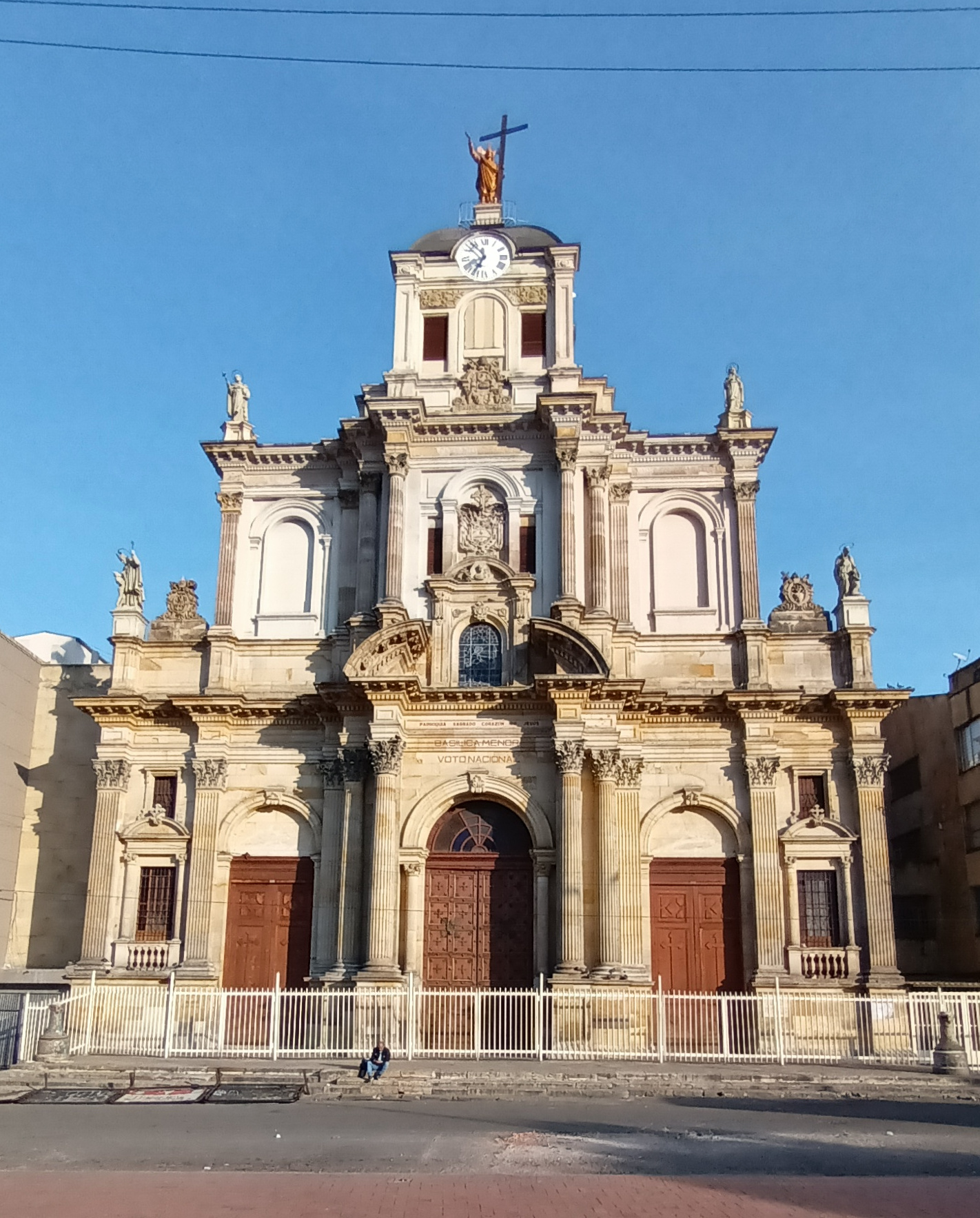
Herz-Jesu-Basilika

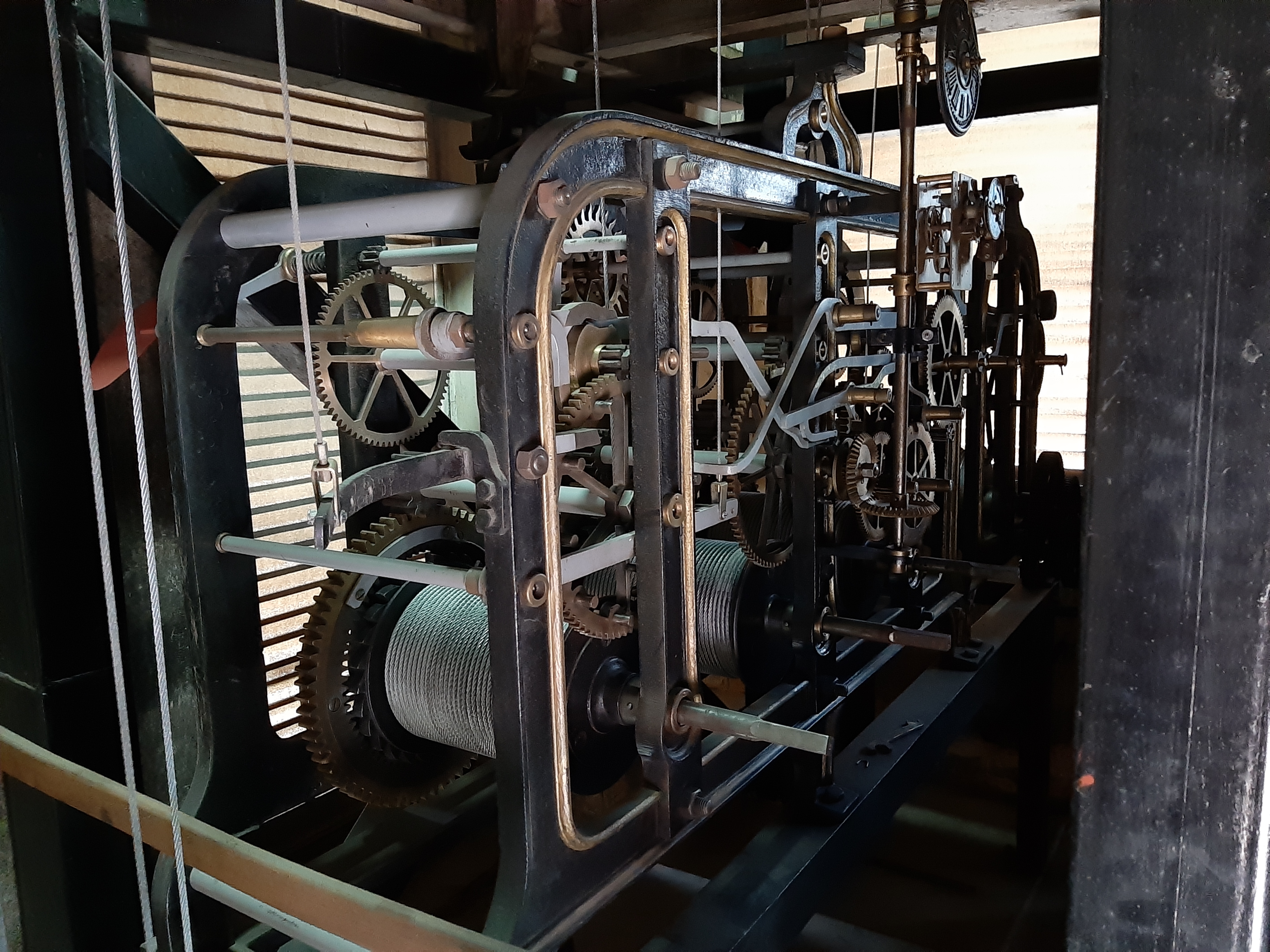
Turmuhrwerk von J. F. Weule

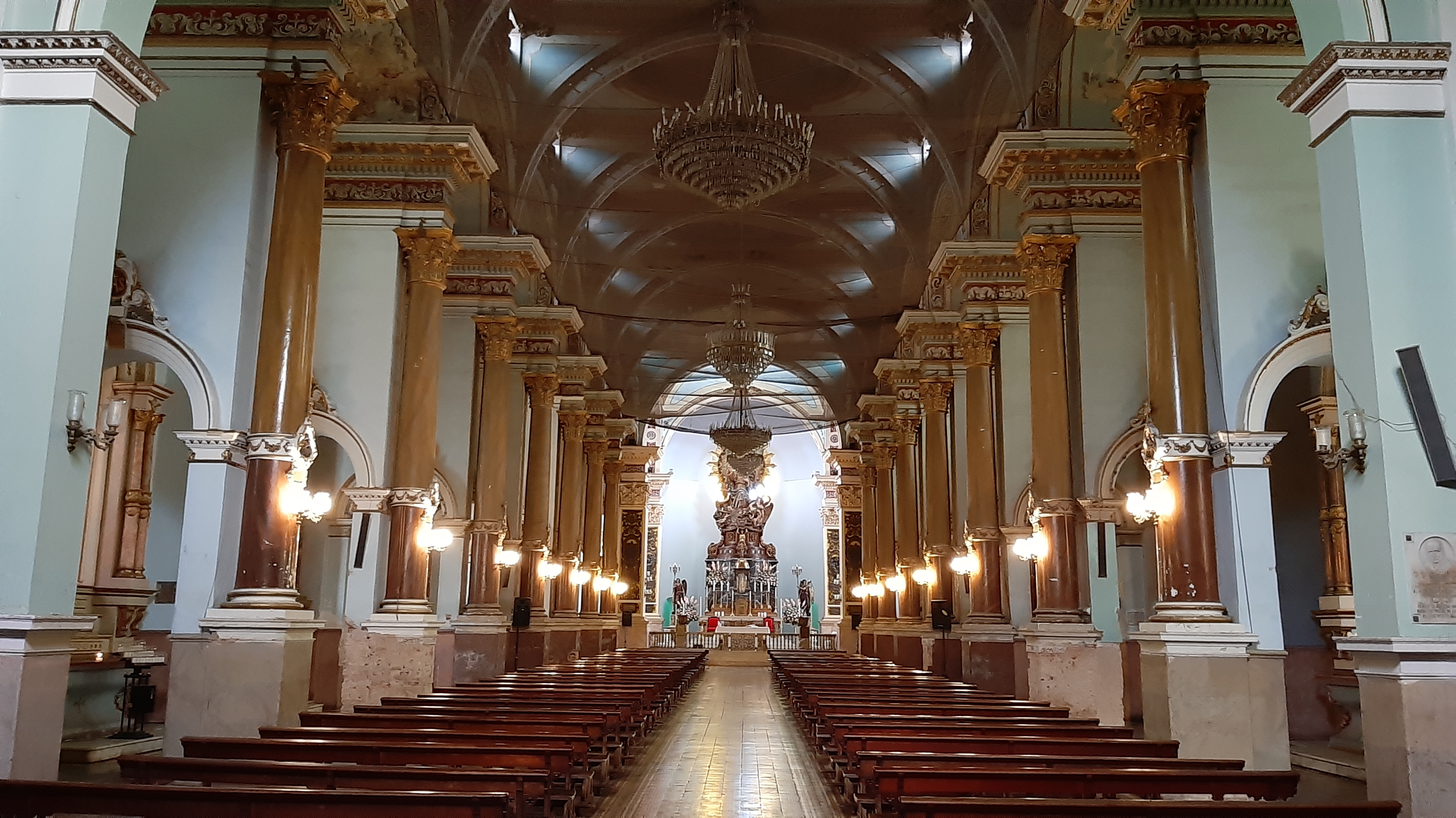
Innenraum

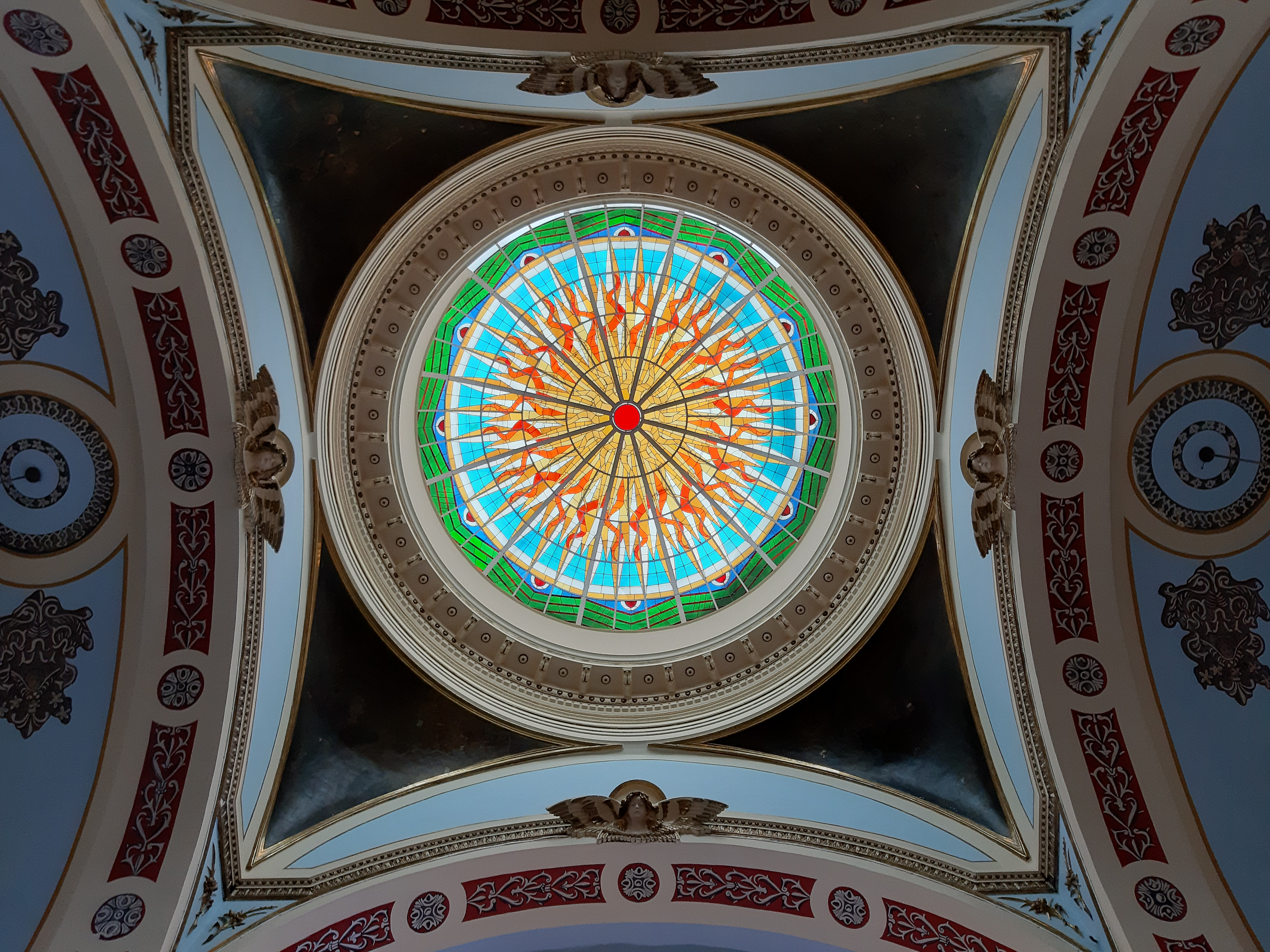
Innenansicht der Kuppel

Die Basilika des Heiligsten Herzens Jesu (spanisch Basílica del Sagrado Corazón de Jesús), auch bekannt als die Basilika des Nationalen Gelübdes (spanisch Basílica Voto Nacional), ist eine römisch-katholische Kirche im Stadtteil Los Mártires der kolumbianischen Hauptstadt Bogotá. Die Pfarrkirche des Erzbistums Bogotá ist dem Heiligsten Herzen Jesu gewidmet und trägt den Titel einer Basilica minor. Die Kirche wurde Anfang des 20. Jahrhunderts im neoklassizistischen Stil errichtet.

## Geschichte
Die Kirche wurde nach einer Bitte von Erzbischof Bernardo Herrera Restrepo an Präsident José Manuel Marroquín gebaut, um Kolumbien dem Heiligsten Herzen Jesu zu weihen und das Ende des Tausendtagekrieges zu fordern, Marroquín stimmte mit der Unterzeichnung des Dekrets 820 am 18. Mai 1902 zu. Die Kirche wurde vom Architekten Julián Lombana auf einem von Rosa Calvo Cabrera gestifteten Grundstück an der Plaza de Los Mártires entworfen und gebaut. Der Grundstein wurde am 22. Juni gelegt, dabei fiel das Ende des Konflikts fiel mit dem Beginn des Kirchenbaus zusammen. Während des Baus übernahmen die Clarissen 1911 die Kirche und konnten den Bau 1918 abschließen. 1952 wurde der aus Spanien mitgebrachte Altar aufgebaut. 
Papst Paul VI. erhob die Kirche am 5. Februar 1964 zu einer Basilica minor. 1975 wurde sie zum Nationaldenkmal erklärt. Die Kirche war 2010 stark vom Verfall getroffen, da das umgebende Viertel El Voto Nacional und der Nachbarschaft El Bronx auch vom sozialen Abstieg betroffen war und die Kirchengemeinde schrumpfte. 2017 fanden im Inneren umfassende Renovierungsmaßnahmen statt.

## Architektur
Die Fassade besteht aus drei symmetrisch gestalteten Etagen, von denen die erste Etage mit Hilfe von Säulen und halben korinthischen Pilastern in fünf Teile gegliedert ist. Von diesen haben die drei mittleren eine Eingangstür, während die seitlichen zwei Fensterbalkone haben. Das zentrale Portal wird von einem rechteckigen Fenster und dem kolumbianischen Wappen gekrönt.
Die zweite Etage der Fassade ist durch ein Gesims vom ersten getrennt. Es hat angefügte Säulen und Öffnungen mit Rundbögen. Die Skulpturen an den Seiten des zentralen Turms stellen die Heiligen Martin de Porres und Rosa von Lima dar. An der Spitze des Turms befinden sich eine Uhr und eine abgesenkte Kuppel mit der Figur von Jesus, der seinen rechten Arm hebt und mit dem linken Arm ein großes Kreuz hält. 
Die Kirche ist als dreischiffige Basilika auf einem kreuzförmigen Grundriss konzipiert. Die Seitenschiffe werden durch zwei Reihen von Säulen mit korinthischen Kapitellen abgeteilt, hinter deren Bögen sich die Seitenkapellen befinden. Das Mittelschiff ist 17 Meter hoch und 65 Meter lang. Die schlanke Vierungskuppel besitzt einen hohen durchfensterten Tambour. Im Chor befindet sich eine Skulptur des Heiligsten Herzens. Die Seitenkapellen der Kirche sind mit acht Altären ausgestattet, die der gleichen Anzahl von Provinzen entsprechen, die Kolumbien während der Bauzeit hatte. Die Bögen der Säulenreihe davor sind auf der Unterseite mit Fresken des Malers Ricardo Acevedo Bernal aus Bogotá bemalt. 

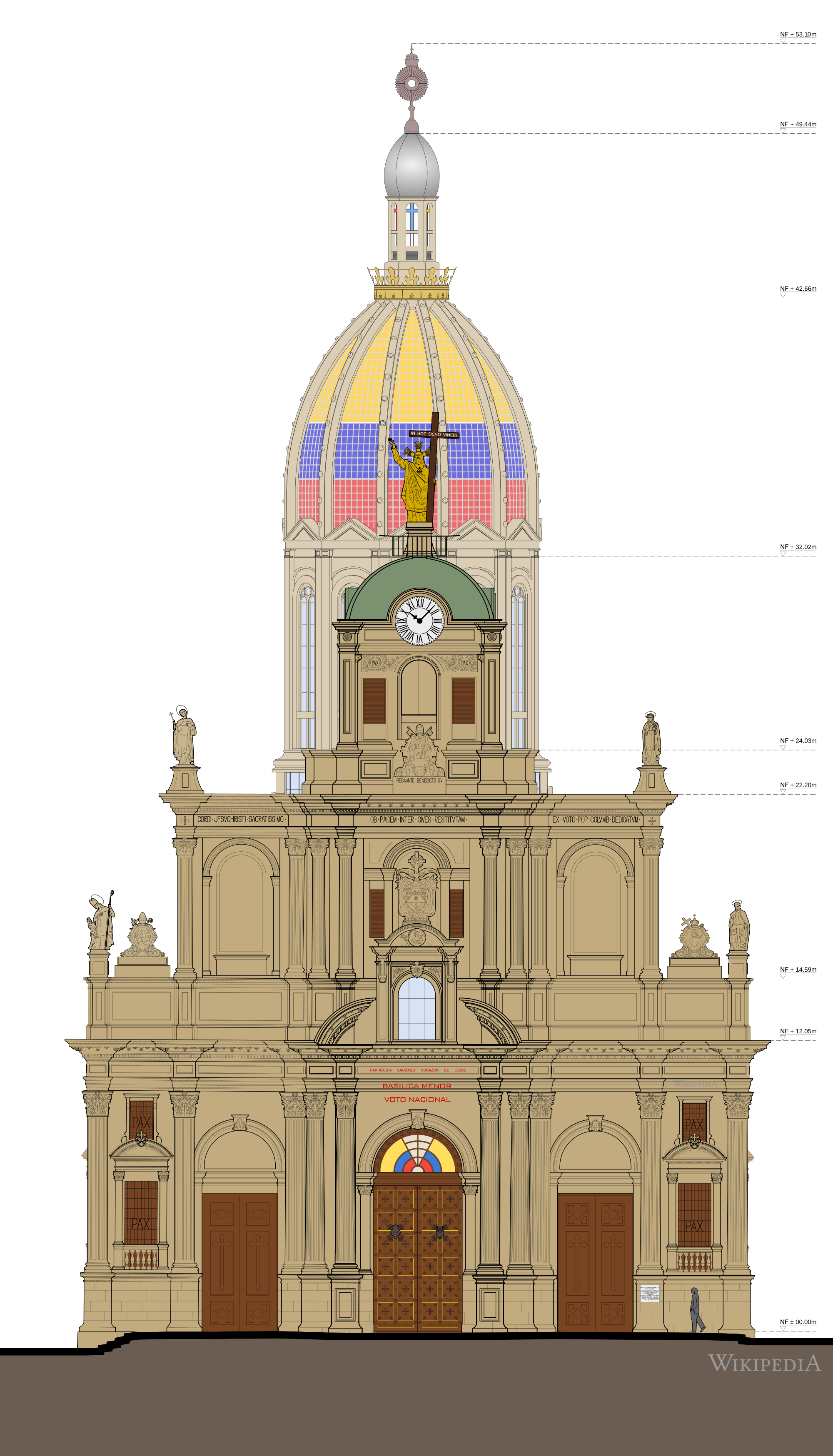
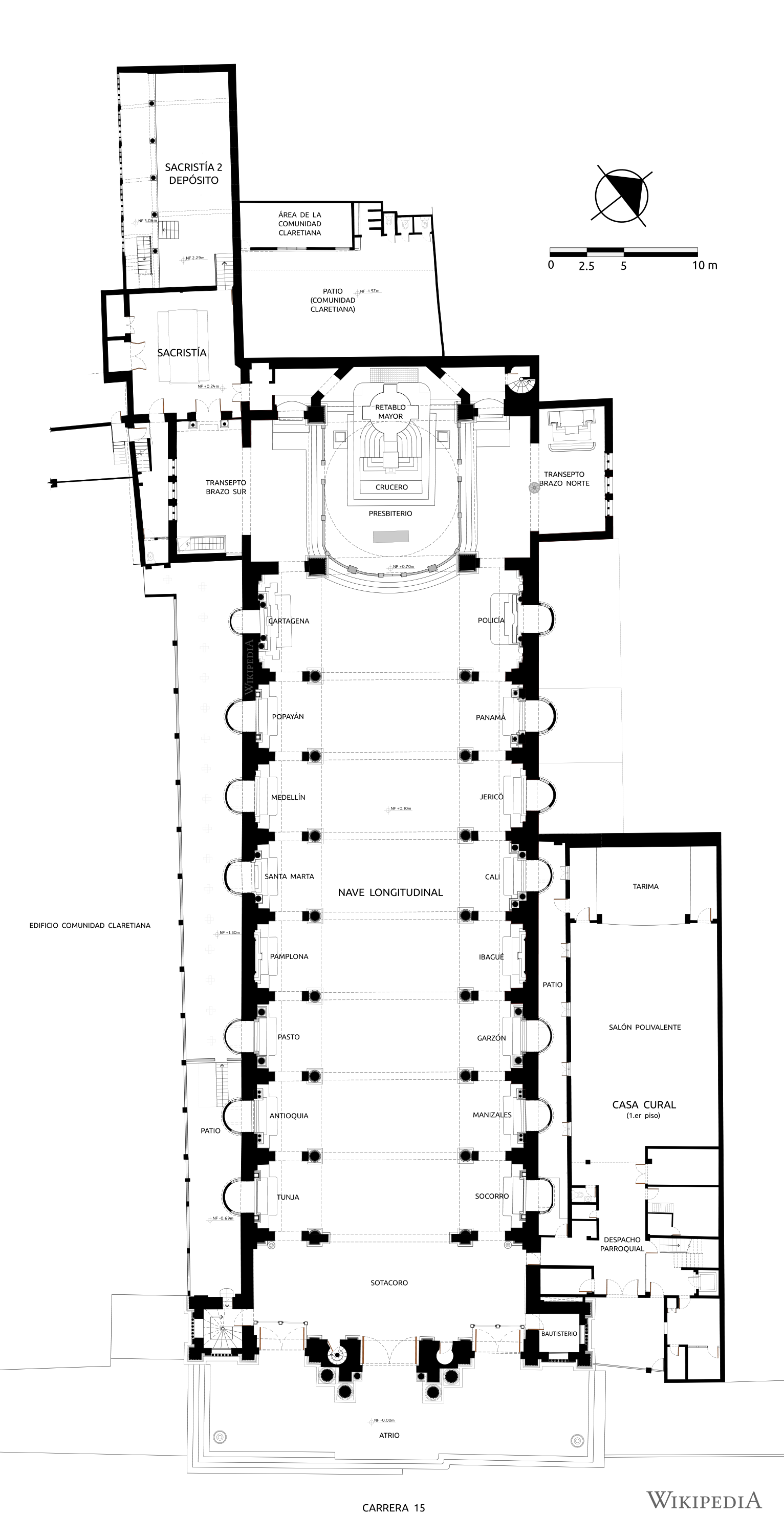
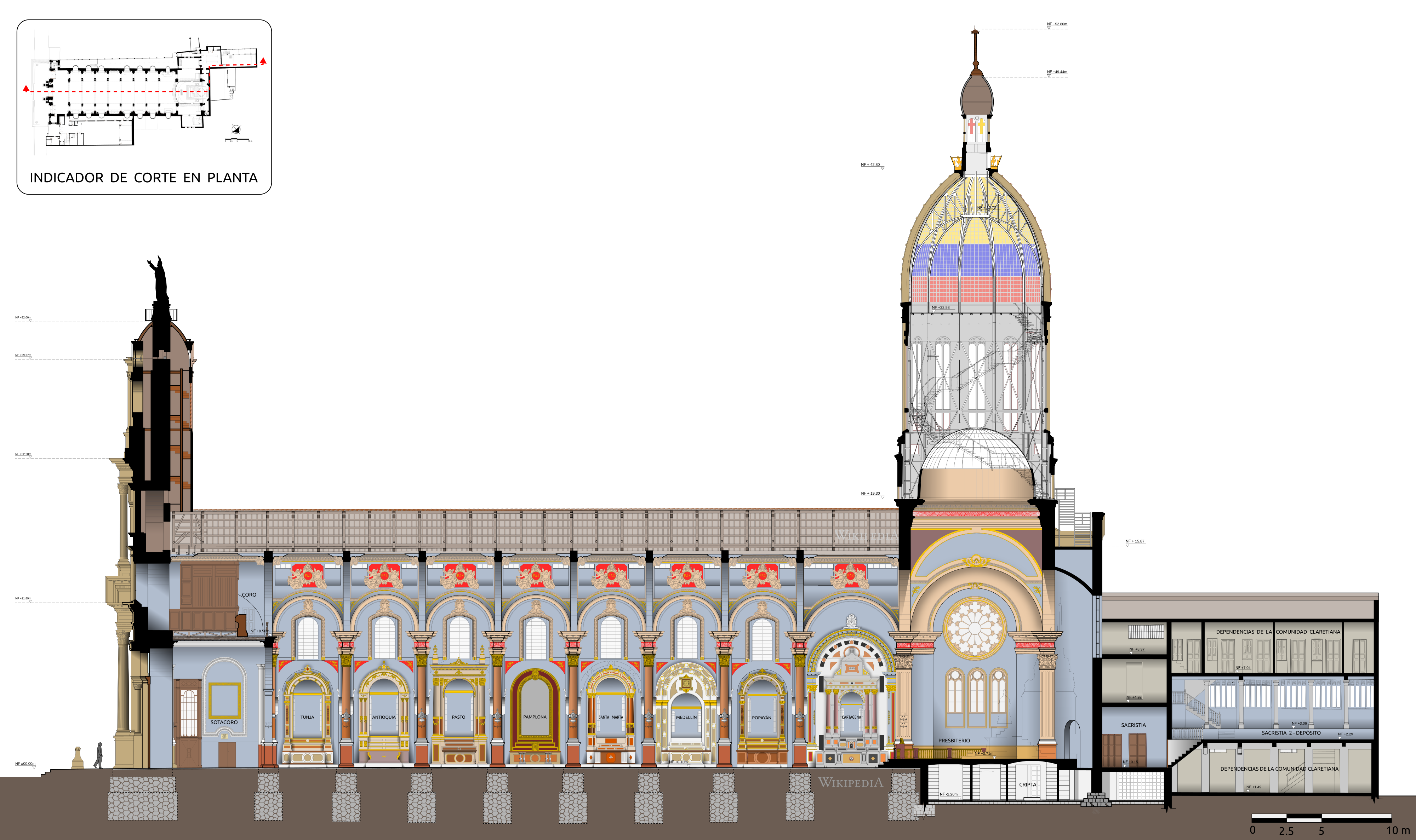
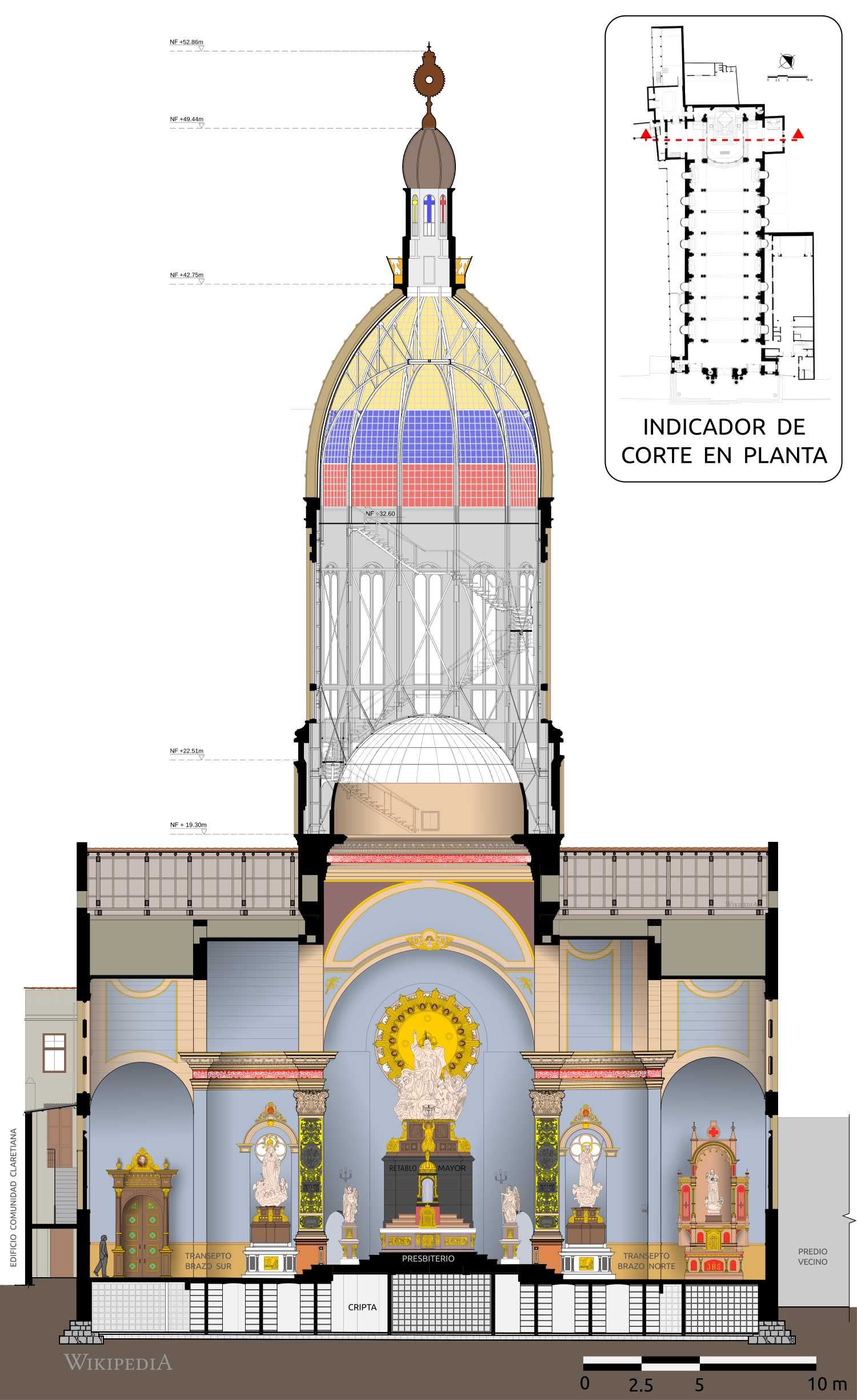